# Oliver Jackson-Cohen
Oliver Mansour Jackson-Cohen (Londres, Inglaterra; 24 de octubre de 1986) es un actor inglés, más conocido por haber interpretado a Phillip White en Lark Rise to Candleford.

## Biografía
Oliver es hijo de la diseñadora británica Betty Jackson y del francés-israelí David Cohen, tiene una hermana mayor Pascale Jackson-Cohen.
Desde 2013 sale con la actriz australiana Jessica De Gouw.

## Carrera
Con solo catorce años hizo su debut en la televisión cuando interpretó a Jean-Pierre en Hollyoaks.
En 2008 apareció en un episodio de la serie Bonekickers y se unió al elenco principal de Lark Rise to Candleford donde interpretó a Phillip White.
En 2010 apareció en la película Faster junto a Dwayne Johnson donde interpretó al asesino, un joven millonario excéntrico que trabaja como sicario.
En 2011 interpretó a Eddie Vogel en la película What's Your Number? interpretada por Anna Faris y Chris Evans.
En 2012 apareció en la miniserie de ocho episodios World Without End donde dio vida a Ralph, junto a Cynthia Nixon, Ben Chaplin, Peter Firth, Tom Weston-Jones, Carlo Rota, Sarah Gadon y Miranda Richardson. Ese mismo año interpretó al oficial John Cantrell en la película The Raven junto a John Cusack.
En 2013 se unió al elenco recurrente de la serie Mr Selfridge donde interpretó a Roddy Temple. 
Ese mismo año se unió al elenco principal de la nueva serie Dracula donde interpretó a Jonathan Harker un periodista desesperado por convertirse en un aristócrata y que termina trabajando para Alexander Grayson (Jonathan Rhys Meyers), hasta el final de la serie luego de que fuera cancelada en el 2014 al finalizar su primera temporada.
En 2014 se anunció que Oliver se unió al elenco principal de la miniserie The Secret River donde interpretó a William Thornhill, la cual fue estrenada en 2015.
En enero de 2017 se unió al elenco principal de la serie Emerald City donde interpretó a Lucas, el interés romántico de Dorothy Gale (Adria Arjona) a quien protege del mal de Emerald City, hasta el final de la serie en marzo del mismo año.

## Filmografía

### Cine
| Año  | Título                   | Personaje                            | Notas        |
| ---- | ------------------------ | ------------------------------------ | ------------ |
| 2008 | The Rooftopsmiths        | Marcus                               | Cortometraje |
| 2010 | Going the Distance       | Damon                                |              |
| 2010 | Faster                   | Asesino                              |              |
| 2011 | What's Your Number?      | Eddie Vogel                          |              |
| 2012 | Destinée                 | Nick                                 | Cortometraje |
| 2012 | The Raven                | John Cantrell                        |              |
| 2016 | Despite the Falling Snow | Misha                                |              |
| 2016 | The Healer               | Alec                                 |              |
| 2020 | The Invisible Man        | Adrian Griffin / El hombre invisible |              |

### Televisión
| Año     | Título                     | Rol                     | Notas                            |
| ------- | -------------------------- | ----------------------- | -------------------------------- |
| 2002    | Hollyoaks                  | Jean-Pierre             | Episodios desconocidos           |
| 2007    | The Time of Your Life      | Marcus                  | temp. 1, ep. 4                   |
| 2008    | Lark Rise to Candleford    | Phillip White           | Principal (temp. 1); 8 episodios |
| 2008    | Bonekickers                | Colm                    | Episodio: "Army of God"          |
| 2012    | World Without End          | Ralph Fitzgerald        | Miniserie; 8 episodios           |
| 2013    | Mr Selfridge               | Roderick 'Roddy' Temple | 6 episodios                      |
| 2013–14 | Drácula                    | Jonathan Harker         | Principal; 10 episodios          |
| 2014    | The Great Fire             | James, Duque de York    | Miniserie; 4 episodios           |
| 2015    | The Secret River           | William Thornhill       | Miniserie                        |
| 2017    | Emerald City               | Lucas / Roan            | Principal                        |
| 2017    | Man in an Orange Shirt     | Michael Berryman        | Principal                        |
| 2018    | The Haunting of Hill House | Luke Crain              | Principal                        |
| 2020    | The Haunting of Bly Manor  | Peter Quint             | Principal                        |
| 2023    | Wilderness                 | Will                    | Principal                        |

### Web
| Año  | Título                                 | Rol              | Notas       |
| ---- | -------------------------------------- | ---------------- | ----------- |
| 2011 | Will & Kate: Before Happily Ever After | Príncipe William | 4 episodios |

## Premios y nominaciones
| Año  | Categoría               | Premio      | Serie            | Resultado |
| ---- | ----------------------- | ----------- | ---------------- | --------- |
| 2016 | Best Lead Actor – Drama | AACTA Award | The Secret River | Nominado  |